# Spruce Grove
Spruce Grove je město v Albertě v Kanadě. Leží 11 km západně od Edmontonu a administrativně náleží k Parkland County. V roce 2016 mělo 34 066 obyvatel.

## Historie
První osídlení pochází z roku 1879. Jako vesnice byla uznaná v roce 1907, načež byla rozpuštěna v roce 1916. Opětovně byla vesnice uznaná v roce 1955 a následně získala status města (town - 1971, city - 1986).